# Coelogynopora distortofolio
Coelogynopora distortofolio är en plattmaskart som beskrevs av Sopott 1972. Coelogynopora distortofolio ingår i släktet Coelogynopora och familjen Coelogynoporidae. Inga underarter finns listade i Catalogue of Life.